# Берлинцы
Берлинцы, Берлинць (рум. Berlinți) — село в Бричанском районе Молдавии. Является административным центром коммуны Берлинцы, включающей также село Новые Каракушаны.

## География
Село Берлинць расположено в северо-западной части Молдавии. Находится на расстоянии 14 км от районного центра Бричень и на расстоянии 11 км от города Липкань. Отдаленность от Кишинёва составляет 250 км. Речка Вилия (Vilia), протекая через населенный пункт, своими берегами объединяет две части села. Кроме реки Вилии, село пересекается магистралью международного значения «Брест — Одесса» (М14).
Село расположено на высоте 163 метров над уровнем моря.

## История
Впервые село упоминается в дарственной от 2 апреля 1644 года, в которой господарь Василе Лупу дарит части сел Cotiujeni и Bârlinţi Некулае Сэлитрариул и Георгицэ Коротушко.

## Население
По данным переписи населения 2004 года, в селе Берлинць проживает 1559 человек (675 мужчин, 884 женщины).
Этнический состав села:
| Национальность | Число жителей | Процентный состав |
| -------------- | ------------- | ----------------- |
| украинцы       | 1356          | 86.98             |
| молдаване      | 175           | 11.23             |
| русские        | 27            | 1.73              |
| гагаузы        | 1             | 0.06              |
| Всего          | 1559          | 100%              |